# Archilejeunea chrysophylla
Archilejeunea chrysophylla là một loài Rêu trong họ Lejeuneaceae. Loài này được (Gottsche, Lindenb. & Nees) Sim mô tả khoa học đầu tiên năm 1926.